# Dog Island (Amerikanische Jungferninseln)
Dog Island ist eine unbewohnte Insel, die zu den Amerikanischen Jungferninseln, Teil des Außengebiet der Vereinigten Staaten, gehört. Sie liegt etwa 400 m südöstlich von Little Saint James. Die Insel ist im Besitz der Regierung. Die Fläche beträgt 12 acres.